# Devoir de vigilance
Le devoir de vigilance, parfois appelé devoir de diligence, désigne un ensemble de notions juridiques, parfois hétéroclites, désignant des contraintes juridiques s'appliquant à un champ très large.

## Différences et déclinaisons selon les types de droit
En common law et dans certaines lois statutaires, le devoir de diligence ou devoir de vigilance (en anglais : « duty of care ») est une obligation de respecter une norme de diligence raisonnable lors de l'accomplissement d'actes susceptibles de porter préjudice à autrui de manière prévisible. Pour lancer une action de responsabilité civile en justice, le demandeur doit être en mesure de démontrer que le défendeur a violé un devoir de diligence. La violation d'un devoir peut engager la responsabilité d'une personne.
Dans les pays et territoires de droit romano-civiliste, établir la responsabilité civile implique plutôt de prouver la faute, le préjudice et le lien de causalité entre ces deux derniers éléments. La notion de devoir de diligence est absente des règles générales de responsabilité civile. Des pays de droit civil peuvent cependant incorporer la notion de devoir de diligence dans certaines lois particulières, par ex. dans les lois en droit des sociétés et en droit des valeurs mobilières.
Un troisième type de devoir de vigilance s'est imposé dans les années 2020 lorsque le Parlement européen a choisi cette appellation pour voter un texte jugé important, devenu ainsi une directive européenne. Malgré un lobbying intense tentant de s'y opposer,, au printemps 2023, les députés européens ont franchi "une étape importante", quand ils ont voté avec une large majorité la directive qui contraint, dans son esprit et si le dialogue en vue d'un texte définitif avec la Commission de Bruxelles et le Conseil européen aboutit,, les multinationales à respecter les droits humains et environnementaux, y compris dans leurs approvisionnements. 
Ce projet de directive, plus exigeant que la directive CSRD de fin 2022, qui oblige les entreprises à "divulguer leur impact sur les personnes et la planète", leur impose cette fois, tout le long de leur chaîne de valeur, un double respect, à la fois des droits humains et sociaux, et des engagements climatiques. La présidence espagnole du Conseil de l’Union européenne, attendue à partir de juillet 2023, aura pour rôle de faire aboutir une version de ce texte, plus ou moins remaniée,.Malgré de nombreux amendements cherchant à réduire la portée du texte, le parlement européen a voté "quasiment à l’identique" le compromis élaboré par la commission des affaires juridiques fin avril, après un premier projet présenté en février 2022 par la Commission européenne,.

## Droit international et aspects historiques
La question de la régulation des entreprises multinationales émerge au sein des organisations internationales dans les années 1970. En 1974, une « Commission des sociétés transnationales » est créée au sein du Conseil économique et social de l’ONU, pour élaborer un code de conduite encadrant l’activité des entreprises transnationales, avant d’être rebaptisée "Commission de l’investissement international et des sociétés transnationales" et rattaché au Conseil du commerce et du développement en 1995. Les pays membres de l’OCDE, soucieux de démontrer leur capacité à promouvoir la responsabilité des entreprises par des normes volontaires et non contraignantes, publient une première version des Principes directeurs à l’intention des entreprises multinationales en 1976. Ils ont été ensuite révisés en 2011.
À la fin des années 1990, s’opère un glissement dans le discours des Nations unies : on passe d’une logique d’encadrement à une logique d'autorégulation des entreprises. En 2000, les Nations unies lancent le Pacte mondial (Global Compact), une initiative visant à promouvoir la responsabilité sociale des entreprises à travers l’introduction et la promotion de dix principes relatifs aux droits humains, droit du travail, à l’environnement et à la lutte contre la corruption. Cette initiative est non-contraignante et repose sur l’engagement volontaire des entreprises.
Entre 1997 et 2003, la sous-commission de la promotion et de la protection des droits de l’homme des Nations unies, a mené un important travail d’élaboration de standards de droits humains applicables aux entreprises multinationales à partir de l’ensemble des traités onusiens : les « Normes relatives à la responsabilité des sociétés transnationales et autres entreprises au regard des droits humains » sont rejetées par la Commission des droits de l’homme des Nations unies en 2004. En 2005, John Ruggie est nommé représentant spécial des Nations unies pour la question des droits de l’homme, des sociétés transnationales et autres entreprises. En 2008, il publie le rapport « Protéger, respecter et réparer » qui pose le cadre théorique sur le devoir de vigilance des entreprises multinationales.
Ce rapport pose trois principes : l’obligation de protéger les droits humains incombant à l’État, la responsabilité incombant aux entreprises de respecter les droits humains, l’accès effectif à des mesures de réparation par des mécanismes judiciaires et non-judiciaires.
Ce rapport donnera lieu à l’adoption en 2011 des "Principes directeurs des Nations unies relatifs aux entreprises et aux droits de l'homme".

## Projet de traité international via l'ONU
En 2014, le Conseil des droits de l'homme de l’ONU a créé un groupe de travail intergouvernemental, mené par l'Équateur et l’Afrique du Sud, chargé d’élaborer un traité international juridiquement contraignant relatif aux entreprises multinationales et aux droits humains. Des négociations ont lieu chaque année au mois d’octobre à Genève.

## Devoir de vigilance dans l'Union européenne
En 2001, dans le « Livre Vert - Promouvoir un cadre européen pour la responsabilité sociale des entreprises », la Commission européenne définit la responsabilité sociale des entreprises (RSE) comme : « l’intégration volontaire par les entreprises de préoccupations sociales et environnementales et économiques dans leurs activités et dans leurs interactions avec leurs parties prenantes ». En 2011, la Commission européenne adopte une nouvelle définition de la RSE, assortie d’un plan d’action pour 2011-2014. La RSE est définie, comme étant « la responsabilité des entreprises vis-à-vis des effets qu’elles exercent sur la société ». La dimension volontaire disparaît de la définition, et l’approche est tournée vers la gestion des risques.
En février 2019, le Parlement européen publie, par le biais de son comité relatif aux droits humains, une étude sur l'accès à la justice pour les personnes affectées par les activités d’entreprises européennes dans des pays tiers.
En janvier 2020, la Commission européenne a publié un rapport intitulé « Study on due diligence requirements through the value chain » . Cette étude a été suivie en juillet 2020 par une étude intitulée « Study on directors' duties and sustainable corporate governance », qui a elle-même précédé le lancement d'une consultation publique, clôturée le 8 février 2021, concernant d'une part l'adaptation du règime de gouvernement d'entreprise pour obliger les sociétés à intégrer une dimension de durabilité dans leur stratégie et d'autre part un cadre général et obligatoire de diligence raisonnable à mettre en place progressivement, ainsi que le premier rapport cité l'annonçait.
Le 15 mars 2024, les États membres de l'UE ont adopté une directive dite « devoir de vigilance », ratifiée ensuite par le Parlement européen le 24 avril. Elle concerne les entreprises de l’UE et de pays tiers ainsi que les sociétés-mères réalisant un chiffre d’affaires supérieur à 450 millions d’euros, qui devront élaborer un plan de transition conforme à l’Accord de Paris. Elles seront responsables des atteintes aux droits humains et des dommages à l'environnement et pourront être condamnées à des amendes en cas de non-respect des règles,. En décembre 2024, le ministre de l'Énergie Saad Sherida Al-Kaabi annonce que le Qatar cessera d'expédier du gaz vers l'UE si les États membres appliquent une nouvelle loi réprimant le travail forcé et les dommages environnementaux. La directive sur la diligence raisonnable en matière de durabilité des entreprises oblige les grandes entreprises opérant dans l'Union européenne à vérifier si leurs chaînes d'approvisionnement ont recours au travail forcé ou causent des dommages environnementaux et à prendre des mesures si tel est le cas. Les sanctions comprennent des amendes pouvant aller jusqu'à 5 % du chiffre d'affaires mondial.

## Par pays
La loi sur le devoir de vigilance n'a pas encore été adoptée au niveau européen, mais elle s’applique en France et en Allemagne, deux pays qui comptent beaucoup d'agences de voyage et de donneurs d’ordre dans le secteur du tourisme et des loisirs, deux secteurs où un important levier d’amélioration des pratiques est la responsabilité sociale d'entreprise (RSE), notamment en prenant en compte l'exigence d'un tourisme responsable, la RSE étant par ailleurs très souvent utilisée dans le cadre du dialogue social et de la négociation d’indicateurs mesurables dans le temps, avec un savoir-faire et une expérience, globalement très éprouvés.

### Allemagne
En Allemagne, le gouvernement a après de nombreux débats internes abouti à un accord sur un projet de loi  contraignant relatif au devoir de vigilance des entreprises, inspiré de la loi française et du Modern Slavery Act,.

### France
La France est le premier pays à avoir instauré une responsabilité juridique établie des acteurs privés transnationaux sur les atteintes aux droits humains et à l’environnement causés le long de leur chaîne de valeur, en adoptant la loi sur le devoir de vigilance en 2017.
Cette loi française de 2017 sur le "devoir de vigilance" a été élaborée après le drame du 24 avril 2013 au Bangladesh, dans lequel plus de 1100 personnes ont trouvé la mort lors de l'effondrement du Rana Plaza, immeuble de plusieurs étages avec en son sein des dizaines d'ateliers de confection, attirant l'attention sur les conditions de travail indignes dans lesquelles travaillent des millions de personnes. Juste après cette catastrophe, d'une dimension de la catastrophe de Courrières un siècle plus tôt, un collectif de syndicats et d'ONG françaises s'est mobilisé, pour imposer aux multinationales de mieux contrôler les chaînes de sous-traitance du textile, dont les grandes marques ont alors été prises à partie.
La loi française adoptée en mars 2017 a « montré qu'il était possible de mettre fin à l'impunité juridique dont bénéficiaient plusieurs multinationales », selon Swann Bommier, chargé de plaidoyer au CCFD-Terre Solidaire (anciennement "Comité catholique contre la faim et pour le développement"). Elle a par ailleurs inspiré une directive européenne que la Commission européenne a décidé de présenter et qui corrige plusieurs imperfections de la loi française et propose des critères cumulatifs:  l'appliquer aux entreprises de plus de 500 employés et plus 150 millions d'euros de chiffre d'affaires annuel.
Emmanuel Macron s'est engagé à en faire l'une de ses priorités, en particulier via  la présidence française du Conseil de l'Union européenne, qui « va pouvoir entamer les discussions sans tarder », selon Olivia Grégoire, secrétaire d'État chargée de l'Économie sociale, solidaire et responsable. Selon les associations Sherpa et CCFD-Terre Solidaire, sur les 263 entreprises en principe assujetties, 44 n'avaient publié aucun plan de vigilance, en date de  juillet 2021.
Principal inconvénient de la loi française, plusieurs sociétés emblématiques restent exclues de son périmètre d'application, car elle s'applique seulement aux entreprises de plus de 5000 salariés en France ou de plus de 1.000 salariés en France et à l'étranger, a souligné le rapport des députés Coralie Dubost (groupe La République en Marche) et Dominique Potier (Socialistes et apparentés), présenté le 23 février 2023. Ce rapport propose d'abaisser le seuil, en nombre de salariés et de recourir aussi au chiffre d'affaires comme un critère d'assujettissement .
La Poste a été le premier groupe français à passer au tribunal le 19 septembre 2023 pour avoir fait indirectement travailler des sans-papiers près de Paris. Le 5 décembre 2023, le tribunal judiciaire de Paris a condamné cette grande entreprise publique française, pour avoir manqué à son devoir de vigilance concernant les conditions d’emploi des salariés sans papiers qui travaillaient au sein de plusieurs de ses filiales de livraison de colis, Chronopost et DPD France, et de leurs multiples sous-traitants.
Jusque-là, aucune entreprise française n’avait encore été condamnée au nom du devoir de vigilance, ce que le tribunal a souligné, au moment d'annoncer sa décision, dans un communiqué. Attaqué en justice par le syndicat Solidaires, le groupe a été condamné pour non-respect du devoir de vigilance. Les syndicats et ONG comptent prendre appui sur cette décision pour mener leurs combats à venir, après avoir souligné la circonstance aggravante "qu’il s’agit d’un employeur public".

### Pays-Bas
En 2019, les Pays-Bas ont adopté la loi sur la diligence raisonnable en matière de travail des enfants.

### Suisse

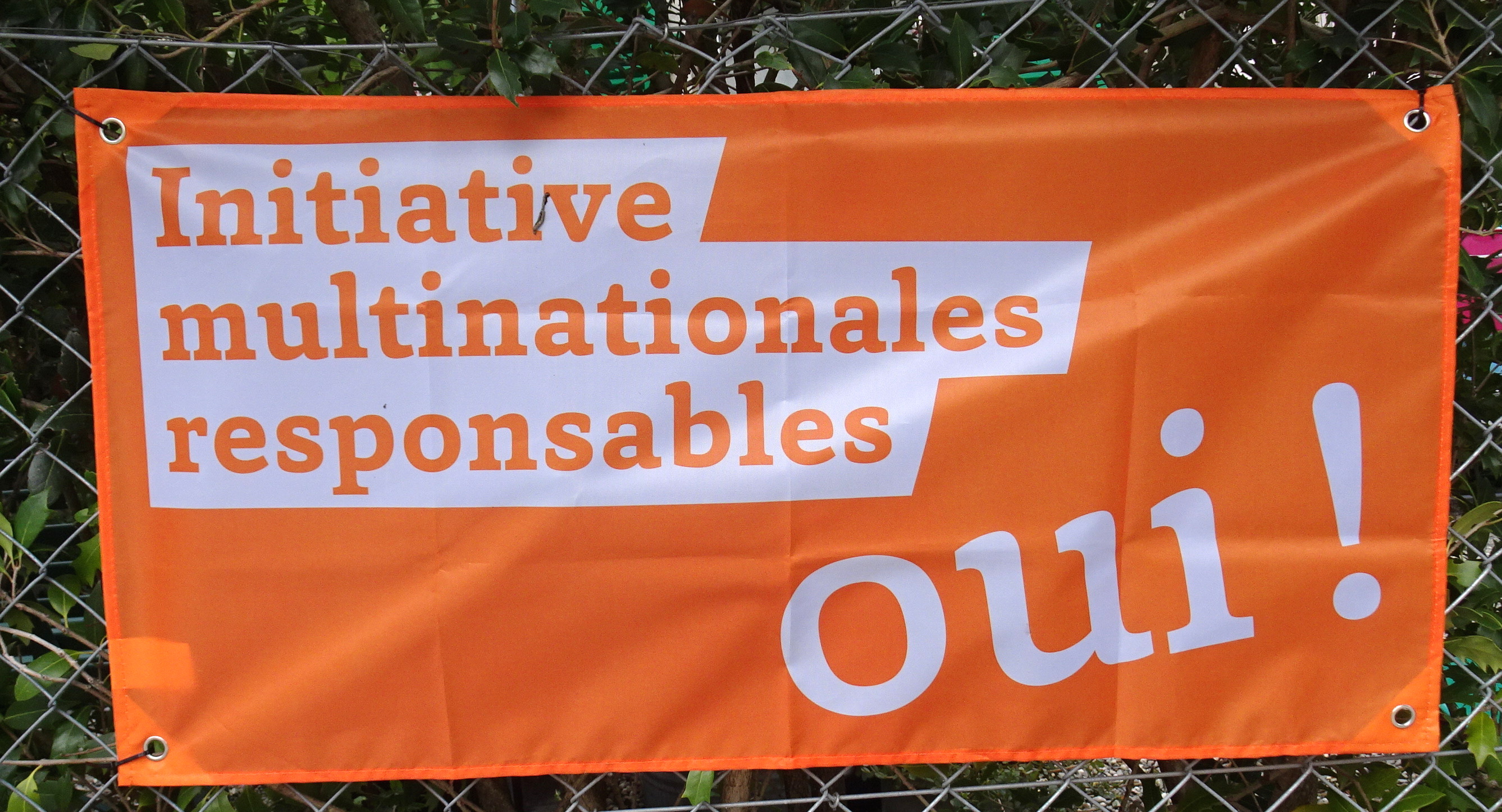
Drapeau en faveur de l'initiative pour des multinationales responsables.

En Suisse, une coalition regroupant près de 80 organisations de la société civile a recueilli suffisamment de signatures pour déposer en 2016 l'initiative populaire « Entreprises responsables – pour protéger l’être humain et l’environnement » (abrégée « multinationales responsables »).
Le gouvernement a proposé en 2017 de rejeter cette initiative populaire fédérale, puis le parlement a décidé d'élaborer un contre-projet basé sur les mêmes principes. Lors des votations du 29 novembre 2020, l'initiative a été acceptée par 51 % du peuple, mais rejetée par la majorité des cantons.
L'échec de l'initiative entraîne l'entrée en vigueur du contre-projet législatif. Ce dernier introduit également de nouvelles obligations de diligence raisonnable. Des amendes (pénales) peuvent être prononcées en cas de manquement à l'obligation d'établir un rapport (alors que l'initiative prévoyait une responsabilité civile en cas de violation des droits humains ou de l'environnement).

### Italie
La question sociale été évoquée de nouveau lors du festival du tourisme responsable Itaca, dont l'édition 2022 s'est appuyée sur les communes de Lanusei, Jerzu , Ussassai et Villagrande Strisaili, en perspective de la nouvelle directive européenne sur le Devoir de vigilance, qui va concerner les opérateurs touristiques.
Ce festival a évoqué la responsabilité sociale d'entreprise (RSE) avec des syndicalistes locaux de la Confédération italienne des syndicats de travailleurs (CISL), la première confédération italienne, afin de dénoncer les conditions d’exploitations de certains groupes touristiques. Sara Lorrai, du syndicat local Fisascat CISL a raconté les bas salaires, l'insécurité saisonnière et l'exploitation : " Un salaire horaire de cinq euros est facilement sous-coté". Elle a même vu de saisonniers payés trois euros de l'heure et travailler douze à treize heures par jour.

### Autres pays
En Finlande, en Norvège, en Espagne, en Belgique, au Luxembourg, au Royaume-Uni, en Slovénie, en Suède, au Danemark, et en Autriche, l’encadrement de l’activité des entreprises multinationales concernant le respect des droits humains et l’environnement est également débattu.

## Par grands secteurs concernés

### Tourisme
Secteur souvent "passé sous les radars" dans les débats au cours desquels sont discutées les principales "questions de responsabilité sociale et sociétale", le tourisme et sa version récemment en vogue dite du "tourisme durable" font pourtant partie des grands secteurs concernés au premier chef par ce "devoir de vigilance", car des millions de voyageurs à travers le monde ignorent bien souvent comment sont traités les salariés dans les pays de leur destination de vacancese. L'Organisation mondiale du tourisme a mis en place, fin juillet 2018, une plateforme pour inciter l’ensemble des parties prenantes, publiques et privées à contribuer, initier, porter des politiques et pratiques durables pour réduire les effets négatifs du tourisme sur les ressources naturelles, et traiter des infrastructures mobilité et enjeux socioculturels.
Parmi les gros enjeux à court terme, l'impact des émissions de gaz à effet de serre, ou encore la gestion/valorisation des déchets sur toute la chaîne de valeur des acteurs du tourisme, de l’hôtellerie et la restauration, avec un focus très particulier sur le plastique.
A la question sociale de plus en plus prégnante, s’ajoute celle du respect de l’environnement. Qui n’a jamais remarqué dans les pays du sud comment la surconsommation hôtelière des ressources comme l’eau, peuvent assécher complètement les nappes phréatiques ?
Les quatre phénomènes les plus marquants dans le secteur du tourisme sont:
- Des voyageurs venant des pays riches qui visitent des pays du sud en général plus pauvres[28].
- Des conditions de travail jugées insatisfaisantes dans les hôtels ou les entreprises locales[28], où les salariés subissent la précarité[28] découlant de contrats courts, non garantis par l’application des conventions collectives sur la durée de travail et la rémunération[28].
- Des difficultés à faire valoir leurs droits auprès des employeurs sous-traitants[28], qui le plus souvent rendent l’implantation syndicale extrêmement difficile[28].
- Mais aussi l'émergence d'un "certification"[28] par des organismes réellement "indépendants"[28] des grands opérateurs du tourisme, avec devoir de vigilance[28], en vue de l'indispensable respect par les donneurs d’ordres des normes sociales et environnementales tout au long de la chaine de leurs fournisseurs[28], afin d'éviter que la concurrence s'effectue seulement au "prix les plus bas"[28], dans un milieu où les multinationales de l'hôtellerie ou de la restauration éprouvent à difficulté à vérifier si des conditions de travail décentes[28], ou des actions qui ne détruisent pas l’environnement sont réellement mises en œuvre[28].

### Hydrocarbures
Le géant français des hydrocarbures TotalEnergies est directement concerné par le devoir de vigilance, entré dans la législation en vigueur en France depuis 2017, selon les associations, pour son méga projet pétrolier Eacop/Tilenga en Ouganda et en Tanzanie. Les Amis de la Terre, Survie et quatre ONG ougandaises avaient en effet assigné en justice TotalEnergies  pour dénoncer un chantier mené au mépris des droits humains et environnementaux.
En décembre 2022, une salle d'audience bondée a vu se mêler les acteurs du monde associatif, des parlementaires, parmi lesquels ceux à l'origine de la loi , et de nombreux journalistes, ainsi que les politiques qui œuvrent pour que le "Devoir de vigilance" devienne la loi dans d'autres pays membres de l'Union européenne.
Le 28 février 2023, le juge des référés du Tribunal de justice de Paris a débouté les six ONG qui l'attaquaient, première décision de justice rendue sur la base de cette loi. La question procédurale et celle de la compétence du juge des référés sur ce dossier ont cependant dominé, en attendant de pouvoir faire appliquer cette loi sur le fond, dans une bataille judiciaire menée avec "plus de 200 documents de preuves à l’appui".
Les questions de forme ont dominé dans la mesure où le tribunal a considéré que les demandes et les griefs des associations étaient "substantiellement différents" de ceux de leur mise en demeure de 2019, ces dernières estimant au contraire que les pièces du dossier "sont nombreuses et proportionnées aux enjeux", et surtout qu'elles répondent aux "besoins d’actualisations liés à la longueur de la procédure", selon elles considérablement "rallongée par la bataille procédurale engagée par Total en 2019".
Le juge a au cours de cette audience ouvertement critiqué "cette législation" qu'il est pourtant censé faire appliquer, en estimant qu'elle "assigne des buts monumentaux de protection des droits humains et de l’environnement à certaines catégories d’entreprise précisant à minima les moyens qui doivent être mis en œuvre pour les atteindre". "Une fois de plus, c’est une occasion manquée par la justice française" a en réaction déploré Juliette Renaud, responsable de campagne sur la Régulation des multinationales de l'association Les Amis de la Terre.

### Banque
Le secteur de la banque et notamment les grandes banques françaises comme BNP Paribas, Société générale et Crédit agricole sont directement concernés par la loi de mars 2017 sur le devoir de vigilance, et des associations ont tenté de la faire appliquer. Cependant, BNP Paribas s'est dit en «en profond désaccord» avec l'interprétation de la législation sur le devoir de vigilance émanant d'une lettre de trois ONG en estimant qu'elles vont "nettement au-delà" et en affirmant que le "plan de vigilance" de la banque française "seulement répond aux exigences légales, mais va même au-delà" sur les différents aspects évoqués.